# ایلیا کوشووی
ایلیا کوشووی (انگلیسی: Ilia Koshevoy؛ زادهٔ ۲۰ مارس ۱۹۹۱) دوچرخه‌سوار اهل بلاروس است.
از باشگاه‌هایی که در آن بازی کرده‌است می‌توان به تیم یوای‌ئی امارات، ویلیر تریستینا–سله ایتالیا، و اندرونی جوکاتولی–سیدرمک اشاره کرد.